# Waterloosmolen
De Waterloosmolen is een grondzeiler nabij Rijpwetering in de Nederlandse gemeente Kaag en Braassem, provincie Zuid-Holland. De molen is in 1857 gebouwd ten behoeve van de bemaling van de Waterloospolder, ter vervanging van een afgebrande voorganger. In 1965 werd de molen aangekocht door de Rijnlandse Molenstichting.
De Waterloosmolen is maalvaardig en bemaalt op vrijwillige basis de polder. De molen wordt bewoond en is niet te bezoeken.